# 滝田ゆう
滝田 ゆう（たきた ゆう、1931年（昭和6年）12月26日 - 1990年（平成2年）8月25日）は、日本の漫画家、エッセイスト。本名・瀧田祐作。

## 概要

### 出生
東京市下谷区坂本町（現東京都台東区下谷）の指物職人の家に生まれる。出生の翌日に実母が亡くなり、家庭の事情で叔父の家に養子に行き、東京市向島区寺島町（現東京都墨田区東向島）の旧私娼街玉の井で、義理の両親と義兄1人義姉2人の6人家族で育つ。物心付いたころから養子先はスタンドバーを営んでいた。落語家の3代目三遊亭圓歌は寺島第二國民学校の2歳年上だが同学年の幼馴染。東京都立墨田川高等学校卒業後、國學院大學文学部に進むがほとんど通わず中退する。

### 漫画家デビュー
1949年（昭和24年）〜1950年（昭和25年）頃、漫画家・田河水泡の内弟子となる。1952年（昭和27年）、『漫画少年』（学童社）掲載『クイズ漫画』でデビュー。しかし、漫画一本では生活できず、キャバレーの美術部に所属し看板を書いて収入を得る。
1956年（昭和31年）から田河の紹介で東京漫画出版社の貸本漫画の世界を中心に執筆を開始、漫画家としての本格デビュー。注文のあるままに『なみだの花言葉』等の少女漫画を書き、作風を模索しながら1959年（昭和34年）に家庭漫画の『カックン親父』（東京漫画出版社）を発表し、これが初のヒット作になる。この年の11月に結婚し、妻との間に二女をもうける。続いて『ダンマリ貫太』（東京トップ社）の人気シリーズを発表。そして貸本漫画の東考社社長桜井昌一の紹介で、1967年（昭和42年）4月『月刊漫画ガロ』（青林堂）に組織の都合に振り回される男を描いた『あしがる』を発表し、つげ義春、林静一ら同誌の掲載陣の仲間入りを果たす。死刑囚が主人公のブラックユーモア『しずく』、周囲に何が起ころうと全く無関係に振る舞う二人を描いた『ラララの恋人』等、様々な作品が立て続けに掲載され、『ガロ』の人気漫画家になる。次から次に原稿を持ち込むために一度に3本の作品が掲載されることもあった。
『ふきだし』の挿絵
この頃から少しずつ、漫画で通常は登場人物の台詞を書き込むスペースであるふきだしに
その人物の心境や状況を表す挿絵を描き始める。
例として、
- 殺気を感じた時に「出刃包丁」。
- 猫のピンチに「三味線」。
- 浮かれている子供に「宙に浮かんだ風船」。
- 今、まさに死にゆく人物に「遠ざかってゆく列車」。
- 横領して逃走しようとする男性に「棒高跳」。
- プラットホームに佇む女性を見た駅員に「南京錠」。

出刃包丁の様に具象的な物と南京錠の様に抽象的な物があり、滝田作品の一大特徴になった。

### 『寺島町奇譚』以降
1968年（昭和43年）12月から『ガロ』に『寺島町奇譚』（てらじまちょうきたん）を連載（第1話 ぎんながし）、自身の少年時代をモチーフとした半自伝的作品である。つげ義春の画風に影響を受けた綿密な作画で作者の内面を表現し私小説ならぬ私漫画とも呼ばれ、代表作となる。小説家・永井荷風は「断腸亭日乗」や「寺じまの記」、「濹東綺譚」で外部の人物として戦前の玉の井を描いたが滝田はかつて戦前・戦中・戦後に玉の井に在住していた人物の視線で寺島町奇譚を描いた。1970年（昭和45年）まで同誌に連載して1972年（昭和47年）に掲載誌を『別冊小説新潮』（新潮社）に移して4本を発表した。
以降、活動の場を漫画誌から徐々に文芸誌（中間小説誌）等に移してゆく。
滝田ゆうは、遅筆である事でも知られる井上ひさしが「滝田さんは、私より『少し』原稿が早い」と語る遅筆であり、原稿の締切前には担当編集者との激しい攻防が繰り広げられた。あくまでマイペースを貫く仕事振りで、締切をはるかに過ぎてようやく仕上がりつつある原稿を、自身で納得出来ないと担当編集者の目の前で目に涙を浮かべて破り捨てることもあった。もっとも、描き出すまでが時間が掛かるのであって描き出せば速かった。元々はどちらかと言えばシンプルな画風だったが『寺島町奇譚』以降は陰影を強調して画面全体に細々と描きこむまさに『手仕事』といえる画風になり、現在の漫画製作の手法では一般的になっているアシスタントを使っての作品の大量生産には不向きで、週刊化して大量消費されるようになった漫画誌のマーケティングには馴染みにくかった。作風も「子供受けするわかりやすい漫画」とは言い難く、むしろ青年以上の大人にニーズがあった。
滝田の作品はその文学性を極めて高く評価され、文芸誌、グラフ誌等では得難い存在で引っ張り凧であった。
このころから漫画に合わせて画集、エッセイ等の発表が増えてくる。昭和を振り返る雑誌、書籍等の企画でエッセイ＋イラストの形式が多かった。

### マスコミ進出と酒
坊主刈りで着流しに下駄履き姿が親しまれテレビ番組や週刊誌のグラビアページに頻繁に出演したが実生活では必ずその姿というわけでもなく、洋服に帽子の事も多かった。親しみやすい風貌と人柄だったが突然不機嫌になって癇癪を起こすことも多く、眼鏡を床に叩きつけたり長く居住した東京都国立市の谷保天満宮で行われた自身の文藝春秋漫画賞受賞を祝う会への出席を直前になって渋り始めて担当編集者の手を煩わせるなど、家族や周囲に当たり散らす事もあり、気安い面と気難しさが共存していた。
大の飲み屋好きでも知られ、地元国立市近辺の居酒屋やバー、新宿ゴールデン街によく出没。必ずといって良いほど梯子酒をしていたようである。新宿ゴールデン街から深夜帰って行ったはずの滝田が、朝方ゴミ用のポリバケツに座り込んで眠っていたことがある。その様子は自著『泥鰌庵閑話』に詳しい。
原稿の締め切り前に作家の長部日出雄とバーで飲んでいるところを催促に来た編集者に踏み込まれ、最初は「締切ってそんなに大事なものなのか」との長部の援護に心丈夫にしていたが、編集者のただならぬ様子を見た長部に「滝田さん、そんなに（原稿が）遅いの？」と味方のはずの長部に逆に質問され、大いに慌てたというエピソードが残っている。

### 代表作と晩年
昭和の東京を舞台にした漫画、イラスト、エッセイを多数執筆し、昭和の情緒あふれる作品はテレビや映画などでも取り上げられ、多くの人たちに親しまれた。
代表作は『寺島町奇譚』『ぼくの昭和ラプソディ』『滝田ゆう落語劇場』『泥鰌庵閑話』『昭和夢草紙』『怨歌劇場（野坂昭如＋滝田ゆう）』『怨歌橋百景』（えんかはしづくし）など。
1975年から放送されたテレビドラマ『前略おふくろ様』では「タイトル画」を担当した。同じく国立市在住だった作家の山口瞳、元編集者で作家の嵐山光三郎達と地元で絵画展を催していた。
1982年（昭和57年）10月9日、自宅で脳血栓のため倒れる。休養後に復帰し、好きな酒も絶ってエッセイ、イラスト、画文集等を発表するが左半身に麻痺が残り、以降コマ漫画は手掛けなかった。
自身の故郷であり、出世作となった『寺島町奇譚』で描いた戦災で消失してしまった戦前の玉の井を生涯追い求め続け、漫画・エッセイ・小説・画集等の作品群の中で描くことで失われた故郷を再生し続けた。戦前の私娼街の雰囲気を現代に伝える資料的価値も大きいが、資料を基に描かれたわけではなく、あくまで滝田ゆうの作品としての創作物であって現実の玉の井が作中そのままの世界であったわけではない。滝田自身が記憶のみで描き、時代や風景を方々から持ってきてつなげてしまうので考証するとつじつまが合わないと語っている。最晩年の小説『さらばぼく東夢明かり-私版　ぼく東奇譚』（『ぼく』の字はさんずいに『墨』の旧字の表記）のあとがきにおいて「自身の玉の井へのこだわりはこの作品で総括とする」旨記しているが、以降エッセイや漫画、小説を手掛けることは無かった。
1990年（平成2年）8月25日、肝不全のため死去。58歳没。勲四等瑞宝章追贈。墓所は所沢市狭山湖畔霊園。
1991年（平成3年）、画集『ぼくの東京ラプソディ』（双葉社）発表。生前、入院中に作品の手直しとあとがきを手掛けており遺稿集となる。

## 出版物
- なみだの花言葉（東京漫画出版社　1956年）
- カックン親父（東京漫画出版社　1958年 - ）
- ダンマリ貫太（東京トップ社　1966年頃 - ）
- 寺島町奇譚　（青林堂　1968年〜1970年）。月刊漫画ガロに掲載
- 現代漫画の発見2 滝田ゆう作品集　（青林堂　1969年）
- 滝田ゆう集　（筑摩書房　1971年）
- 寺島町奇譚　（新潮社　1972年）。別冊小説新潮に続編4話掲載
- 泥鰌庵閑話　1・2　（朝日ソノラマ　朝日新聞出版　1975年）
  - 泥鰌庵閑話傑作選（ちくま文庫　2012年）。なぎら健壱編
- ネコ右衛門太平記　1・2　（朝日ソノラマ　朝日新聞出版　1975年）
- しずく　（小学館　1977年）
- 銃後の花ちゃん　（小学館　1978年）
- 新東京百景　下駄のむくまま　（講談社　1978年）、のち文庫
- 字あまりエッセー　昭和ベエゴマ奇譚　（PHP研究所　1978年）
- 滝田ゆう名作劇場　（文藝春秋　1978年）、のち講談社漫画文庫。小説22編の漫画化
- 怨歌劇場　（講談社　1980年）、野坂昭如作品の漫画化、のち文庫、ぱる出版、宙出版・コミック文庫、河出書房新社
- 昭和夢草紙　（新潮社　1980年）、のち新潮文庫、ちくま文庫
- 昭和ながれ唄　（旺文社文庫　1983年）
- 滝田ゆう落語劇場　1・2　（文藝春秋：文春文庫　1983年）
- 変調男の子守唄　下町望郷編　（学習研究社　1985年）
- 滝田ゆう短編劇場　あいつ　（双葉社　1986年）
- 滝田ゆう短編劇場　銀の砂　（双葉社　1986年）
- ぼくの東京ぶらぶら旅行　（弘済出版社　1986年）
- 滝田ゆう作品集1 裏町セレナーデ　（双葉社　1987年）
- 寺島町奇譚（全）　（筑摩書房：ちくま文庫　1988年）
- ぼくの裏町ぶらぶら日記　（講談社　1988年）
- 滝田ゆう落語劇場（全）（筑摩書房：ちくま文庫　1988年）
- さらばぼく東夢明かり-私版　ぼく東奇譚　（講談社　1990年）※『ぼく』の字はさんずいに『墨』の旧字の表記。
- ぼくの東京ラプソディ　（双葉社　1991年）
- 滝田ゆう作品集2 ぼくの昭和ラプソディ（双葉社　1991年）
- 滝田ゆう漫画館（全6巻） （筑摩書房 　1992年）
- 泥鰌庵閑話 上・下　（筑摩書房：ちくま文庫　1995年）
- 昭和ながれ唄　（学習研究社　2002年）
- フランス語版　ぬけられます　HISTOIRES SINGULIERES DU QUARTIER DE TERAJIMA　（2005年）
- フランス語版　寺島町奇譚　chauds,chauds,les petits pains！（2006年）
- 滝田ゆう傑作選「もう一度、昭和」（祥伝社新書　2007年）
- 銃後の花ちゃん（朝日新聞出版　2008年）

## 受賞歴
- 1974年（昭和49年）、『怨歌橋百景』他で第20回文藝春秋漫画賞受賞。
- 1987年（昭和62年）、『裏町セレナーデ』で第16回日本漫画家協会賞大賞受賞。
- 1990年（平成2年）、勲四等瑞宝章受章。

## 出演歴

### テレビ番組
- 趣味とあなたと〜この人この趣味（NHK総合）
- 脱線問答（NHK総合）
- 滝田ゆう〜下駄の向くまま（NHK総合）
- あにき（TBSテレビ金曜ドラマ）

### テレビCM
- 丸美屋食品「是はうまい」シリーズ（ふりかけ）
- 東京電力
- 龍角散
- 紀文
- ライオン「エメロン石鹸」
- 電電公社「特別でんでん債」
- メモリアルアートの大野屋

### 映画
- 赤線玉の井ぬけられます（にっかつ）時代考証・監修・カット担当
  - 監督・脚本：神代辰巳、原作：清水一行、出演者：宮下順子、蟹江敬三